# Acanthostachys strobilacea
Espèce
Classification phylogénétique
Synonymes
- Acanthostachys exilis Bertoni, 1919
- Hohenbergia strobilacea Schult. & Schult.f.

Acanthostachys strobilacea est une espèce de plantes de la famille des Bromeliaceae, originaire d'Amérique du Sud.

## Synonymes
- Acanthostachys exilis Bertoni, 1919[1] ;
- Hohenbergia strobilacea Schult. & Schult.f.[1].

## Distribution
L'espèce se rencontre en Argentine, au Brésil et au Paraguay.